# Petites cartes indiscretes
Petites cartes indiscretes (títol original en anglès, Wicked Little Letters) és una pel·lícula de misteri de comèdia negra britànica del 2023 dirigida per Thea Sharrock, escrita per Jonny Sweet i protagonitzada per Olivia Colman, Jessie Buckley, Anjana Vasan, Joanna Scanlan, Gemma Jones, Malachi Kirby, Lolly Adefope, Eileen Atkins i Timothy Spall. Basada en un escàndol real, segueix una investigació sobre l'autor anònim de nombroses cartes cruament insultants enviades als residents de la ciutat costanera de Littlehampton. S'ha doblat i subtitulat al català.
Es va projectar al Festival Internacional de Cinema de Toronto el 9 de setembre de 2023 i es va estrenar als cinemes del Regne Unit a càrrec d'StudioCanal el 23 de febrer de 2024. Va rebre crítiques generalment positives.